# William de Newburgh
William de Newburgh ou de Newbury (traduction du latin Guillelmus Neubrigensis, né vers 1136 et mort vers 1198), aussi connu sous le nom de Guillaume de Newburgh, William Parvus ou de Guillaume de Neubrige, est un historien anglais du Moyen Âge et un chanoine de saint Augustin qui a demeuré à Bridlington au Yorkshire.

## Biographie
Son travail majeur est Historia rerum Anglicarum, aussi nommé Historia de rebus anglicis (Histoire des affaires anglaises), une histoire de l'Angleterre de 1066 à 1198. Les historiens lui prêtent une importance certaine, car il rapporte plusieurs détails sur l'anarchie anglaise alors qu'Étienne d'Angleterre était au pouvoir. C'est écrit à la forme active et serait encore compréhensible aujourd'hui par tout latinisant. C'est un l'un des ouvrages majeurs de cette époque en ce qui concerne les histoires de revenants du Moyen Âge, vampires compris. En 2010, c'est la seule source connue à propos du pirate-pasteur Wimund.
L'historien du XIXe siècle Edward Augustus Freeman a donné son opinion, maintenant dépassée, que William était le « père du criticisme historique ». En effet, il a été très critique du roi Jean d'Angleterre qu'il qualifié d'« ennemi de la nature ».
Newburgh a publié son ouvrage en se basant sur des sources crédibles, au contraire du Historia Regum Britanniae de Geoffroy de Monmouth, duquel il était d'ailleurs critique : « seule une personne ignorante de l'histoire ancienne douterait de la façon dont il a sans honte et sans pudeur menti à propos de presque tout, ». Il a critiqué Geoffroy pour avoir écrit une histoire qui entrait en conflit avec les récits de Bède le Vénérable.
La croyance dans le retour des âmes de personnes décédées étant forte au XIIe siècle, l’Historia de Newburgh rapporte de courtes histoires à propos de revenants qu'il a entendues, tout comme son contemporain Walter Map. Bien qu'ils représentent une petite partie de leurs ouvrages, ils ont attiré l'attention de plusieurs occultistes. Il a aussi mentionné l'arrivée d'enfants verts à Woolpit au Suffolk, enfants en provenance de la « terre de Saint-Martin ». Ayant mentionné plusieurs évènements étranges pour son époque, il croyait qu'ils avaient une signification, mais n'a pas offert d'explications.
Il a aussi composé un texte sur le Cantique des Cantiques et trois sermons sur des textes liturgiques et de saint Alban.

### Traductions de
1. ↑  (en) « only a person ignorant of ancient history would have any doubt about how shamelessly and impudently he lies in almost everything »